# Ingratitudine (film 1932)
Ingratitudine (Emma) è un film del 1932, diretto da Clarence Brown.
L'attrice Marie Dressler fu candidata all'Oscar alla migliore attrice.

## Trama
Frederick Smith, un inventore, resta vedovo quando la moglie muore di parto dopo la nascita del loro quarto bambino, il piccolo Ronnie. I piccoli vengono allevati dalla fedele Emma, la governante, che si affeziona - ricambiata - in modo particolare a Ronnie.
Passano vent'anni: grazie alle invenzioni di Frederick, la famiglia ha raggiunto la prosperità e la ricchezza. Ma i ragazzi Smith, tranne Ronnie, sono cresciuti viziati anche per colpa del padre, che li ha spesso trascurati, troppo preso dalla sua professione. Dopo 32 anni di lavoro indefesso, Emma decide di godersi finalmente la sua prima vacanza. Frederick, che l'accompagna alla stazione, le chiede di sposarlo e lei accetta. La notizia viene accolta malamente in famiglia: solo Ronnie è felice di quel matrimonio, mentre gli altri fratelli lo vivono come un declassamento sociale.
In viaggio di nozze, la coppia di sposi viene derisa da alcuni giovani turisti che prendono in giro i due perché, in barca, è Emma a remare. Frederick allora prende lui i remi, ma lo sforzo gli causa un infarto che, poco dopo, lo porta alla morte. La famiglia, così, scopre che tutti gli averi di Frederick vanno alla moglie. Benché Emma sia decisa a dare ai ragazzi l'eredità del padre, i giovani Smith - tranne Ronnie - decidono di impugnare il testamento adducendo il motivo che il padre doveva essere pazzo quando ha redatto il documento. Emma, allora, li butta fuori di casa. Da parte sua Ronnie - che, dopo aver lasciato la scuola, è diventato aviatore - parte per lavoro per il Canada.
Il giovane vuole però ritornare ben presto a casa per aiutare l'amata Emma, dopo aver saputo che i fratelli, con la complicità della cameriera, accusano l'ex governante di aver ucciso il marito. Ma Ronnie non riuscirà mai a raggiungere l'aula del tribunale dove si svolge il processo: il suo aereo incappa in una spaventosa tempesta e il ragazzo muore nell'incidente. Emma viene assolta, ma la tristezza per la morte di Ronnie ormai l'accompagna. Decide di lasciare comunque il denaro ai giovani Smith, dicendo loro che forse adesso cambieranno opinione su di lei. Davanti al corpo del fratello morto, gli altri ragazzi si pentono del proprio comportamento e chiedono perdono alla loro vecchia governante che però dichiara che ormai hanno una vita loro e che non si può più tornare indietro.
Adesso, Emma ha trovato lavoro come governante presso la famiglia di un medico, dove si trova felice. Ancora di più quando la moglie del dottore, che ha messo al mondo un bambino, accoglie il suo suggerimento di dare al nuovo nato il nome di Ronnie.

## Produzione
Il film fu prodotto dalla Metro-Goldwyn-Mayer (MGM) con un budget stimato di 350.000 dollari e fu presentato con la dizione di Clarence Brown's Production.
Venne girato nei Metro-Goldwyn-Mayer Studios, al 10202 di W. Washington Blvd., a Culver City. Le riprese iniziarono a metà ottobre 1931.
Secondo alcuni nuovi dati ripresi da Hollywood Reporter, il prologo della storia, intorno alla nascita di Ronnie, venne girato e aggiunto al film dopo per essere completato alla fine del novembre 1931..

## Distribuzione
Il copyright del film, richiesto dalla Metro-Goldwyn-Mayer Distributing Corp., fu registrato il 18 gennaio 1932 con il numero LP2766.
Distribuito dalla MGM, il film uscì nelle sale cinematografiche USA il 2 gennaio 1932. Emma, il titolo originale, venne conservato per molte delle distribuzioni internazionali: in Danimarca (5 settembre 1932), Finlandia (1º gennaio 1933), Svezia (20 febbraio 1933). In Portogallo, dove uscì il 13 marzo 1933, fu ribattezzato Os Meus Meninos, mentre in Austria diventò Emma die Stütze der Familie e in Germania Emma, die Perle.
Nel 2009, il film è stato distribuito in DVD dalla Warner Home Video.